# Запис миро Ставрића крушка (Базовик)
Запис миро Ставрића крушка (Базовик) се налази на парцели чији је власник Ставрић Обрад.

## Локација
| Општина             | Пирот                                                            |
| Катастарска општина | Базовик                                                          |
| Потес               | Топила                                                           |
| Координате          | 43° 18′ 21″ С; 22° 26′ 37″ И / 43.305799999999998° С; 22.4435° И |
| Надморска висина    | 766m                                                             |

## Карактеристике
Дендрометријске вредности утврђене на терену и сателитским снимцима:
| Стабло                     | Крушка |
| Висина стабла              | m      |
| Обим дебла                 | m      |
| Пречник крошње             | 8m     |
| Пречник дебла              | m      |
| Висина дебла до прве гране | m      |

## База записа
Запис је у оквиру Викимедија пројекта "Запис - Свето дрво" заведен под редним бројем 0851.